# مرد من بازنده است
مرد من بازنده است (به انگلیسی: My Man Is a Loser) فیلمی محصول سال ۲۰۱۴ و به کارگردانی مایک یانگ است. در این فیلم بازیگرانی همچون جان استیموس، مایکل راپاپورت، برایان کالن، تیکا سومپتر، شان یانگ، دایان گررو ایفای نقش کرده‌اند.